# Mazama chunyi
Mazama chunyi är en däggdjursart som beskrevs av Hershkovitz 1959. Mazama chunyi ingår i släktet spetshjortar och familjen hjortdjur. IUCN kategoriserar arten globalt som sårbar. Inga underarter finns listade.

## Utseende
Denna spetshjort är liksom andra arter av samma släkte ett litet hjortdjur med smala extremiteter. Mazama chunyi når en kroppslängd (huvud och bål) av cirka 70 cm och har en kort svans. Mankhöjden är ungefär 38 cm och vikten varierar mellan 8 och 12 kg. Pälsen på ovansidan är allmänt rödbrun och huvudet kan vara mörkare. Svansens undersida har en vit färg. Hos hannar finns korta horn som blir upp till 3,5 cm långa eller sällan längre.

## Utbredning och habitat
Arten förekommer vid Andernas östra sluttningar i östra Peru och västra Bolivia. Mazama chunyi når vanligen 3600 meter över havet och enskilda individer kan klättra till 4000 meter höjd. Habitatet utgörs av molnskogar eller andra bergsskogar samt av gräsmarker.

## Ekologi
Levnadssättet är inte bra utrett då djuret är rätt sällsynt. Antagligen lever varje individ utanför parningstiden ensam. Födan utgörs av blad och frukter samt av några andra växtdelar. Enligt olika iakttagelser föredrar denna spetshjort harsyreväxter av släktet Oxalis.
Fortplantningssättet är antagligen liksom hos andra spetshjortar.